# Endiandra faceta
Endiandra faceta är en lagerväxtart som beskrevs av André Joseph Guillaume Henri Kostermans. Endiandra faceta ingår i släktet Endiandra och familjen lagerväxter. Inga underarter finns listade i Catalogue of Life.